# Per la mia gente - For My People
Per la mia gente - For My People è un EP del beatmaker canadese Marco Polo e dei rapper italiani Bassi Maestro e Ghemon, pubblicato il 29 ottobre 2012 dalla Macro Beats.
La versione pubblicata nel formato CD contiene anche tutte le versioni strumentali delle tracce.

## Tracce
1. Meglio che chiedi a qualcuno
2. Per la mia gente (For My People)
3. Niente di buono (Ghemon Solo)
4. Nonostante tutto
5. Rap vero (feat. DJ Shocca) (Bassi Maestro Solo)
6. Str*nzate & musica
7. Get Live!!! (feat. Torae)